# Criterio de mayoría mutua
El criterio de mayoría mutua es un criterio utilizado para comparar lossistemas de voto. También se conoce como el criterio de mayoría para coaliciones sólidas y el criterio de mayoría generalizado. El criterio declara que si hay un subconjunto S de los candidatos, tal que más de la mitad de los votantes estrictamente prefieren cada miembro de S a cada candidato exterior de S, y esta mayoría vota sinceramente, entonces el ganador tiene que ser uno de los candidatos en S. Esto es similar a, pero más estricto que el criterio de mayoría, donde el requisito aplica solo al caso que S contiene un solo candidato. El criterio de mayoría mutua es el caso de ganador único del criterio de proporcionalidad de Droop.
El Schulze método, ranked pares, segunda vuelta instantánea, Nanson  método, y Bucklin método satisfacen este criterio. Todo los Smith-eficaz Condorcet métodos satisfacen el criterio de mayoría mutua.
El voto de pluralidad, el voto aprobatorio, el voto de puntos, el Recuento Borda, y minimax fallan este criterio.
Los métodos qué cumplen con mayoría mutua pero fallan el criterio de Condorcet pueden nulificar el poder de votar de votantes fuera de la mayoría mutua. La segunda vuelta instantánea es notable para excluir hasta el medio de los votantes por esta combinación. 
Los métodos qué pasan el criterio de mayoría pero fallan la mayoría mutua pueden tener un spoiler effect, porque si un candidato que no es preferida por la mayoría gana en vez de un candidato preferido por la mayoría, entonces si todos menos uno de los candidatos en la mayoría mutua salgan de la elección, el último candidato preferido por la mayoría ganará, el cual es una mejora de la perspectiva de todos los votantes en la mayoría.